# Castello Caracciolo (Tocco da Casauria)
Il Castello Caracciolo, o Palazzo Ducale, è un castello d'origine medioevale situato nel centro storico del paese di Tocco da Casauria.
Fatto erigere fra il 1000 ed il 1100 come fortificazione militare, fu raso al suolo dal terremoto dell'Italia centro-meridionale del 1456. Venne ricostruito in stile rinascimentale l'anno seguente come residenza nobiliare e prese il nome di Palazzo Ducale.
Il Palazzo, oggi in stato di abbandono, è proprietà del Comune di Tocco da Casauria.

## Storia

### Le origini
La prima fonte storica sul castello è il Chronicon Casauriense, esso cita l'evento in cui gli eredi di Girardo, signore di Popoli, ottennero nel 1016 il possesso del Castrum Tocci dall'abate dell'Abbazia di San Clemente a Casauria; essi dopo aver conquistato tutte le ville vicine, fecero costruire un pharum o torre ed anche un castello. Ma tale castello, poco dopo, fu distrutto dallo stesso abate e le sue ceneri furono setacciate in ceste rotonde dette corbelli, successivamente furono sparse per la vallata sottostante da allora detta "dei corbellari".

### La prima ricostruzione
L'attuale castello viene menzionato dal Chronicon Casauriense che lo cita in altri documenti che vanno dal 1000 al 1100. Nel Chronicon è citata anche una donazione fatta il 1 luglio 1169 all'abate Leonate che venne redatta nel castello di Tocco e nella chiesa di Sant'Eustachio, testimone un tale presbiter Alesius. Quindi il castello esisteva già da prima del 1200 e prima del regno di Federico II di Svevia, contrariamente da quanto ritenuto da Francesco Filomusi Guelfi (tesi poi ripresa da Samuele Iovenitti) che dava la costruzione del castello tra il 1215 e il 1220.
È certo che l'imperatore Federico II si sia servito del preesistente castello facendolo ricostruire in quanto era posto su un luogo strategico idoneo alla difesa dell'intera vallata del fiume Pescara. Secondo Felice Virgilio di Virgilio, per la ricostruzione del castello dovettero influire due cittadini toccolani che all'epoca operavano alla corte di Federico II a Napoli, ovvero il giudice di corte Simone da Tocco ed il maestro di cappa e spada di corte Enrico da Tocco. Il fatto che Federico II abbia ritenuto di doverlo far costruire potrebbe significare che il castello precedente, dopo la sua prima distruzione, fu ricostruito solo in parte oppure non era abbastanza imponente di per sé da poter avere una adeguata funzione militare.

### La seconda ricostruzione e la conversione a palazzo
Il 5 dicembre 1456, intorno alle ore 03:00, un terremoto di magnitudo (stimata) 7.1 colpì l'Italia centrale e meridionale radendo al suolo anche il castello di Tocco. L'allora signore di Tocco, Giovanni De Tortis, morì sotto le macerie e suo figlio Antonio, aiutato dai suoi sudditi, iniziò fin da subito la ricostruzione. Il castello fu riedificato il 1457 (durante la quinta indizione) non come fortificazione militare, bensì come palazzo di residenza (in stile rinascimentale) per i duchi signori di Tocco; da qui il nome Palazzo Ducale.

Nel cortile del palazzo è presente una lapide a testimoniare questi eventi, in essa è scritto:
QUINTA IND(ITIONE) P(OSTQUAM) E TERREMOT(U)

OPPRESSUS FUIT D(OMI)NUS JOH(ANN)ES

DE TORTIS CU(M) TER CENTUM(M) BO(LOGNINIS)

M(A-GNIFIC)I V(IRIQUE) TOCHO LAN(I) I(N) S (TAURAVERUNT) KASTRU(M)

SINE VALLO

SA(N)CTU(S) DE ROCCA»

### Dalla fine del basso medioevo al periodo contemporaneo
Il castello, trasformato in palazzo, divenne residenza dei duchi signori di Tocco.
I De Tortis furono duchi fino alla fine del XV secolo.
Agli inizi del '500, Francesco Caracciolo divenne signore di Tocco. Alla fine del '500 diventò signore di Tocco Ferrante d'Afflitto, che vi restò probabilmente sino al 1625, anno in cui gli successe il duca Francesco Pinelli, di nobile famiglia napoletana. La famiglia Pinelli restò a Tocco fino all'unità d'Italia, periodo in cui la loro famiglia si estinse.
Nel 1706 Tocco fu distrutto dal terremoto della Majella del 1706 che rase al suolo il Palazzo Ducale, chiese ed abitazioni. L'allora duca di Tocco, Cesare Pinelli, si salvò insieme alla sua famiglia ed iniziò la ricostruzione del paese (e del Palazzo Ducale, che fu ricostruito entro l'anno seguente). Il Figlio di Cesare, Francesco, fu un despota e i cittadini di Tocco scrissero un memoriale contro di lui al tribunale di Chieti, il quale sentenziò l'allontanamento di Francesco da Tocco,  poi lo costrinsero a presentarsi al Gran Tribunale di Napoli che confermò la sentenza del tribunale chietino. Dopo tante pressioni ottenne di poter tornare a Tocco nel 1739. Gli succedette suo figlio Cesare, che fu signore di Tocco fino all'inizio dell'Ottocento. La figlia erede di Cesare, Maria Caterina, sposò D. Antonio Montalto duca di Fragnito. Successivamente sua figlia sposò il duca D. Gennaro Caracciolo di Napoli; così il palazzo passò in mano ai Caracciolo.
Gli eredi dei Caracciolo vi abitarono fin dopo la seconda guerra mondiale.
Successivamente il castello, in stato di abbandono, passò di mano dalla famiglia Scali-Caracciolo residente a Scafa, al Comune di Tocco da Casauria.

## Descrizione

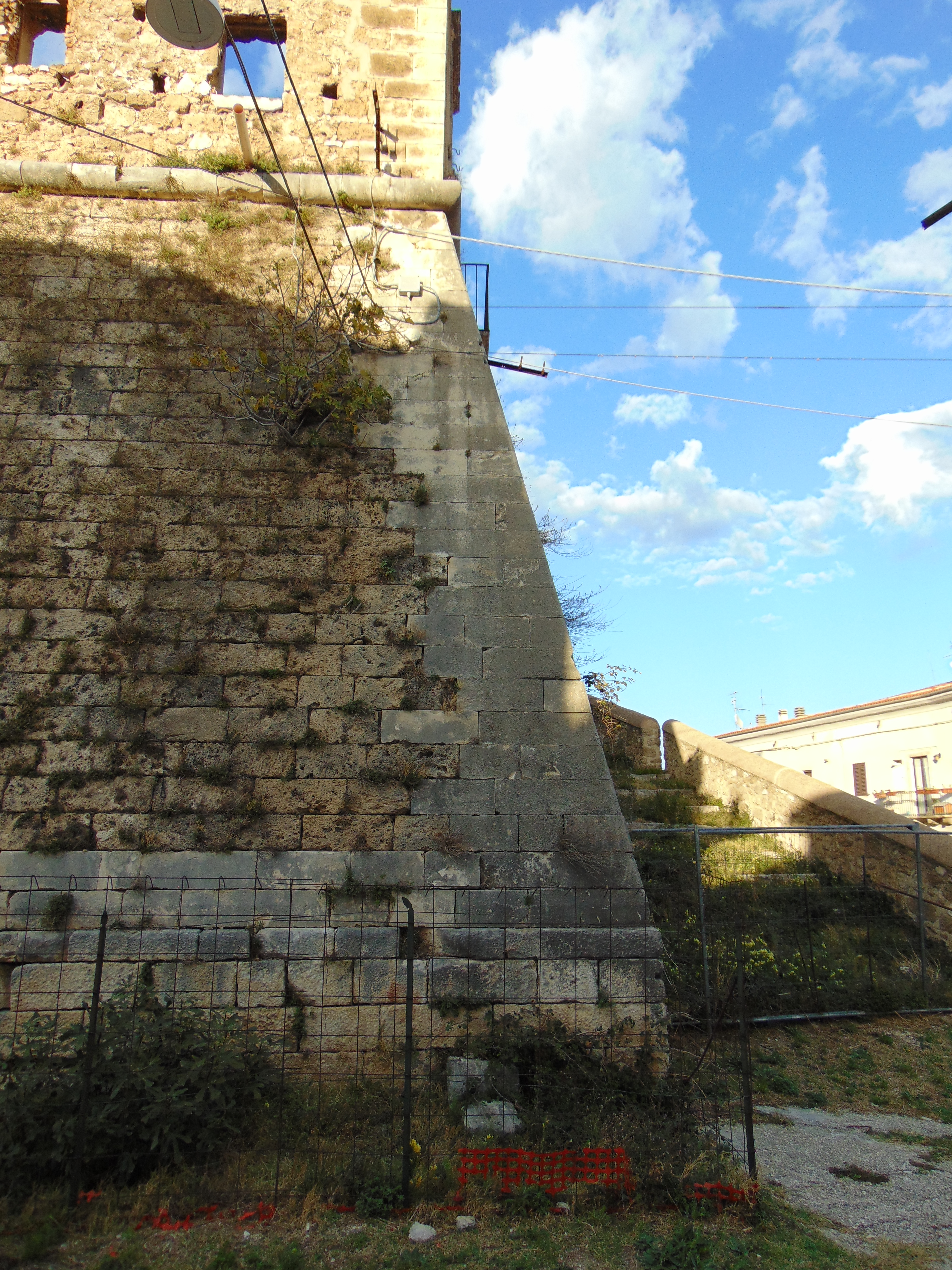
Scarpa del torrione sinistro del lato anteriore

Il castello è composto da quattro corpi di fabbrica collegati a quattro torrioni quadrati agli angoli dell'edificio che delimitano un cortile centrale.
La parte bassa dell'edificio è formata da grossi blocchi di tufo, mentre gli spigoli ed il redondone sono fatti in una più dura pietre grigie chiare ben squadrate. La parte superiore dell'edificio è invece composta da pietre marroni quasi per nulla squadrate.
La costruzione ha un basamento a scarpa che arriva a circa metà altezza dell'edificio, dove un redondone separa la scarpa dalla parte superiore. Lungo il basamento sono presenti delle feritoie, mentre nella parte superiore delle mura si trovano delle finestre rettangolari contornate da cornici decorate.

Il torrione meridionale presenta ancora dei merli ghibellini, che si suppone dovessero essere presenti su tutti e quattro i torrioni. Il torrione orientale, ospitava il "carcere della Lombarda". La facciata di sud-est ospita il portale d'ingresso, caratterizzato da un arco a sesto acuto sorretto da capitelli di stile rinascimentale. Alla sinistra del portale d'ingresso si trova una rampa di scale, mentre alla destra c'è un piano inclinato dedicato alle carrozze.

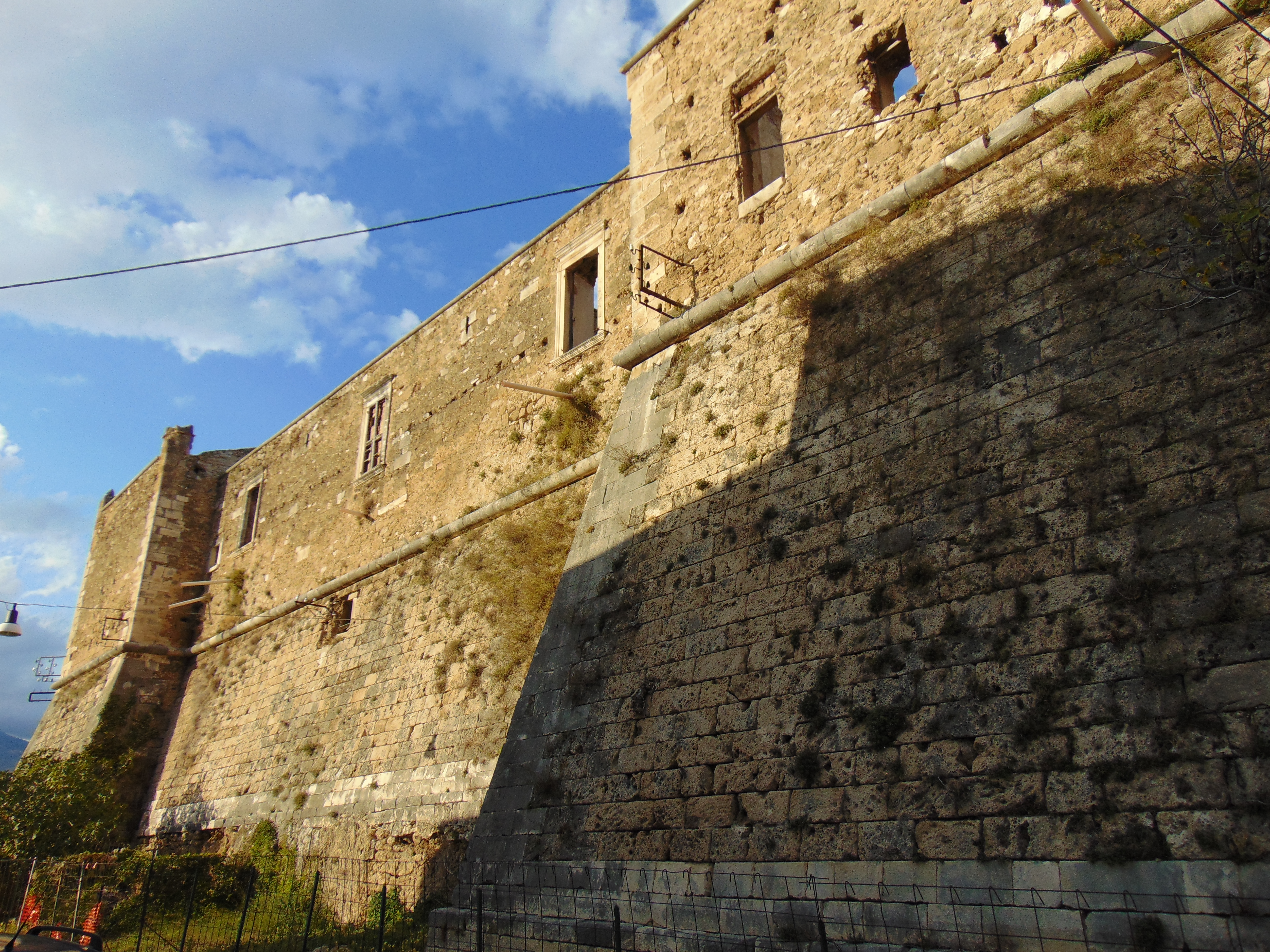
Facciata sinistra
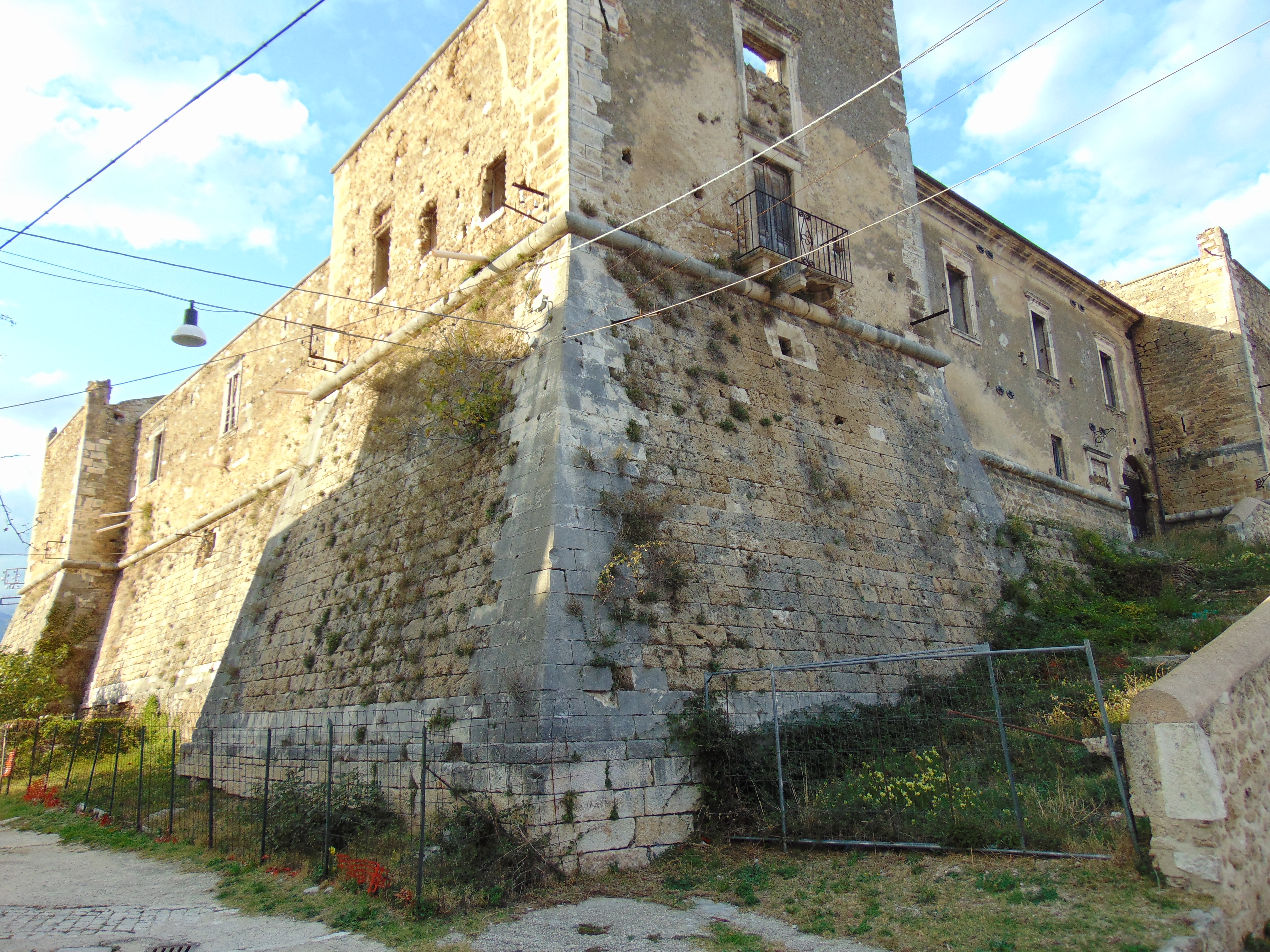
Facciate sinistra e anteriore
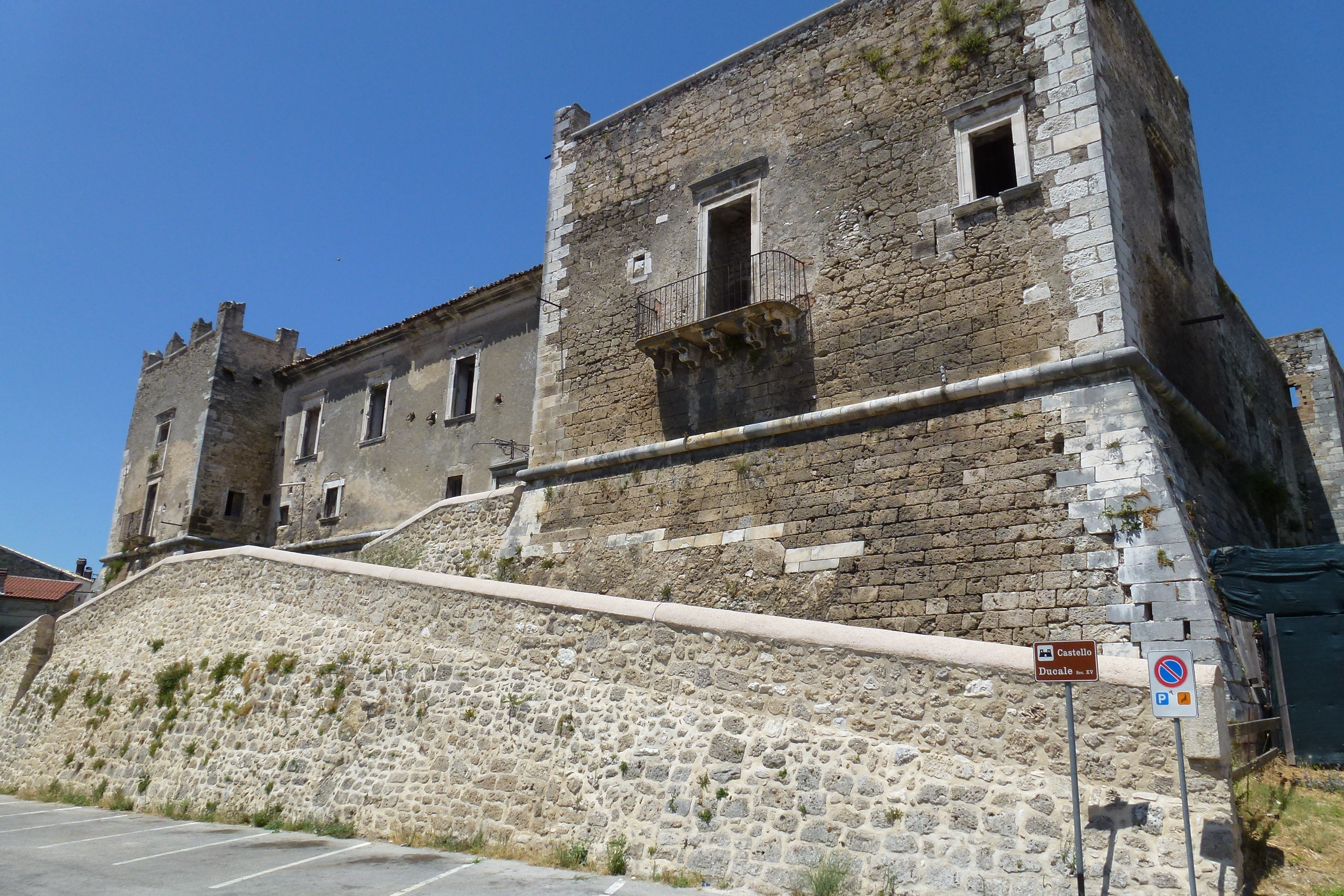
Facciata anteriore
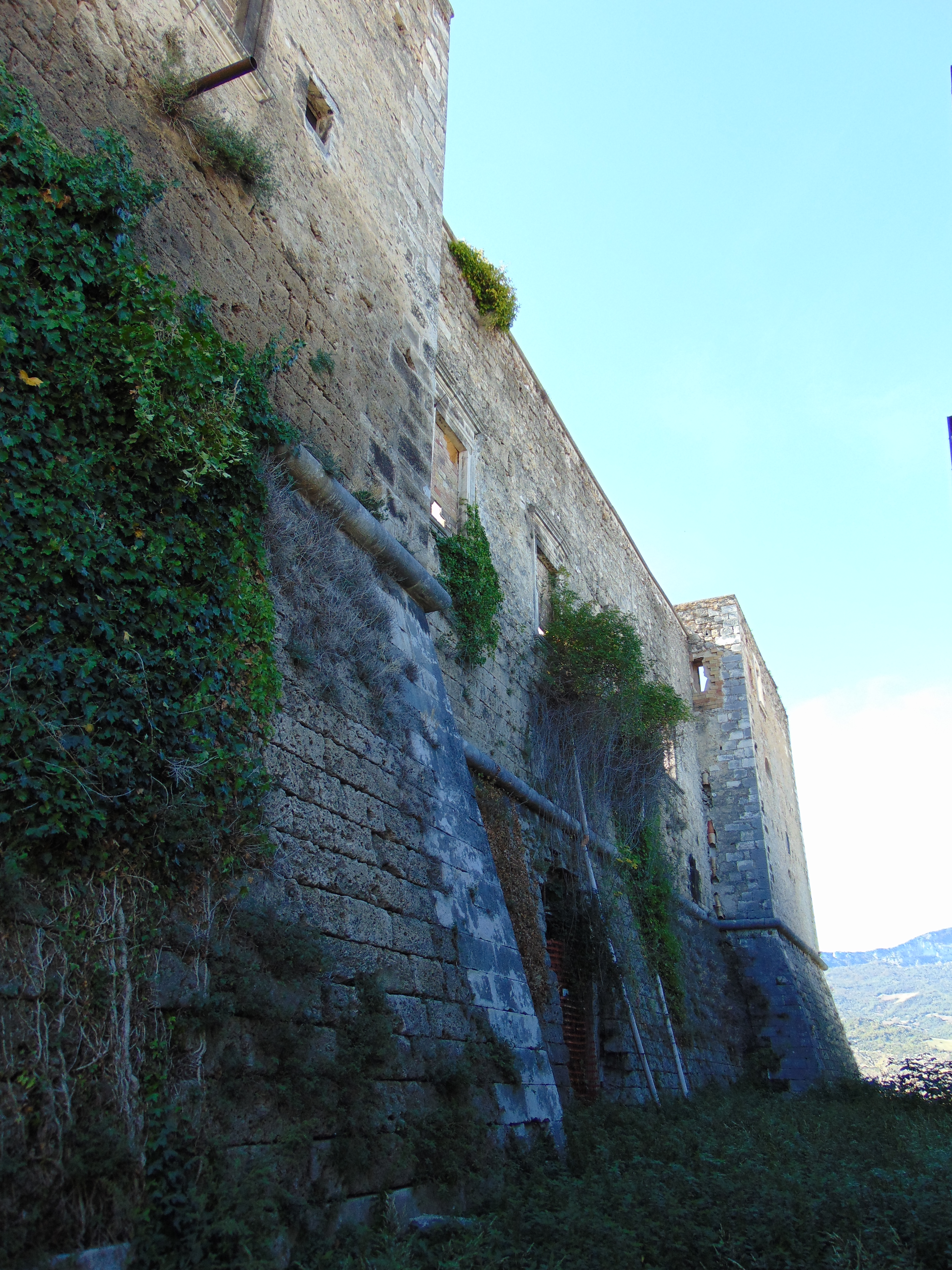
Facciata destra
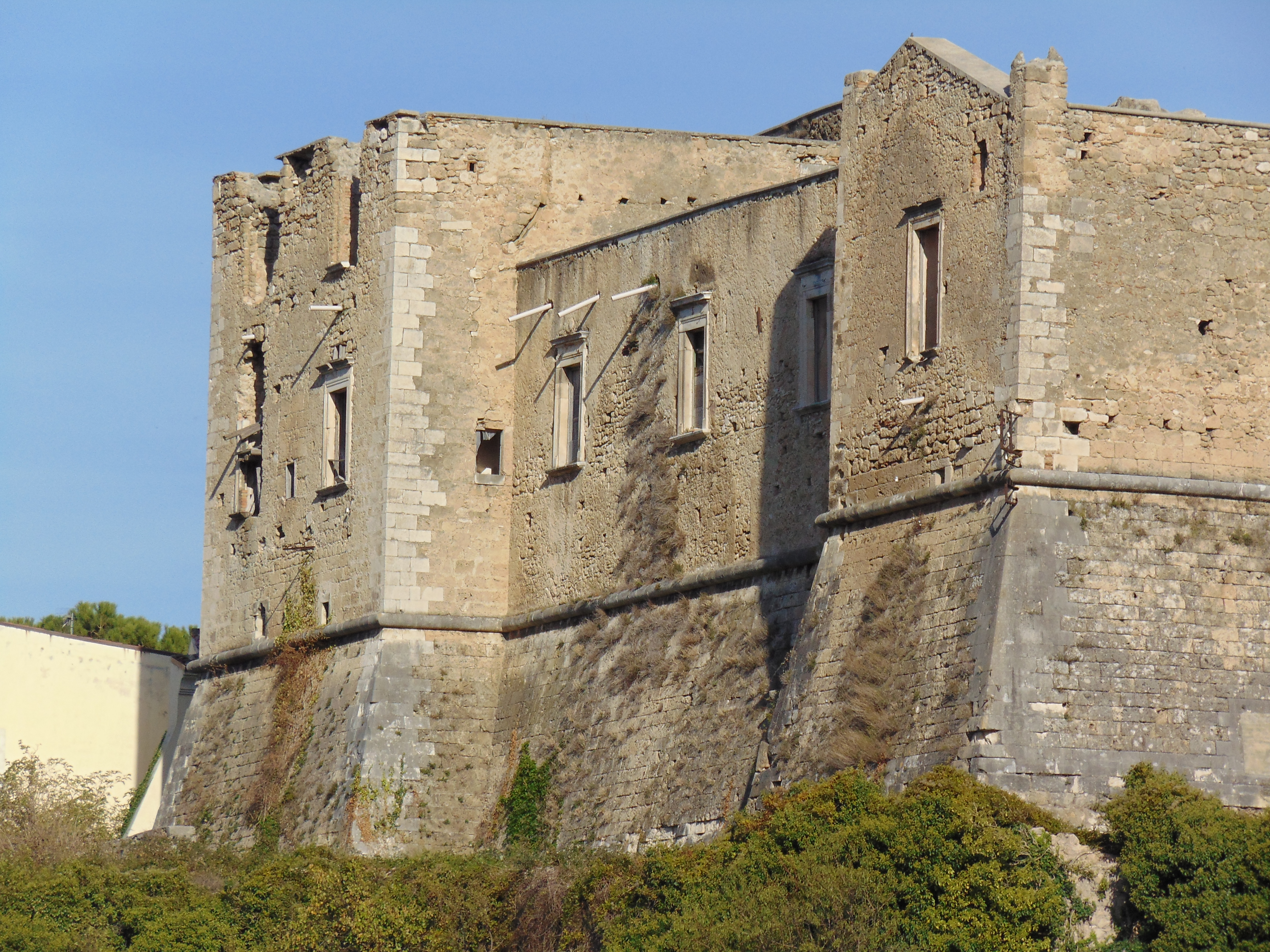
Facciata posteriore